# Мечеть Бейлербеї
Мече́ть Бейлербеї́ (тур. Beylerbeyi Camii) — мечеть у центральному районі Едірне, Туреччина.
Мечеть Бейлербеї була збудована у 1429 році Сінануддіном Юсуфом-пашею, що на той час був бейлербеєм Румелії. Мечеть, що має багатокутний план та один купол, розташована на території комплексу Бейлербеї. Вона є важливим зразком серед будівель із перевернутим Т-подібним планом. Мечеть має один мінарет.